# Ninogniew Kryski

Herb Prawdzic

Ninogniew Kryski herbu Prawdzic (zm. w 1507 roku) – wojewoda płocki, kasztelan wiski, kasztelan raciąski.

## Rodzina
Urodził się jako syn Ninogniewa z Kryska, kasztelana czerskiego, kasztelana warszawskiego, kasztelana płockiego i wojewody płockiego oraz jego pierwszej, nieznanej z imienia i nazwiska żony.
Ożenił się z Anną Boglewską, córką Jana Boglewskiego, kasztelana czerskiego i wojewody mazowieckiego. Tenże Jan Boglewski był rodzonym bratem zamordowanego Jakuba Boglewskiego. Z małżeństwa urodziło się 12 dzieci: Katarzyna, poślubiła Tomasza Bartnickiego, kasztelana płockiego; Elżbieta; Dorota poślubiła Feliksa Zielińskiego, Małgorzata została żoną Andrzeja Radziejowskiego, kasztelana sochaczewskiego i wojewody płockiego; Jakub - kanonik płocki, Paweł - dzierżawca Mławy, starosta płoński i wojewoda mazowiecki; Jan został kasztelanem ciechanowskim i zakroczymskim; Piotr - kasztelan sierpski, potem kasztelan płocki, Bartłomiej, Zofia, Mikołaj, Stanisław

## Pełnione urzędy
Pełnił urząd kasztelana raciąskiego w latach (1482–1496), następnie został wybrany na stanowisko kasztelana wiskiego 1496, sprawował ten urząd przez 5 lat (1496–1501).
Od 1501 roku do śmierci był wojewodą płockim
Był świadkiem wydania przywileju piotrkowskiego w 1496 roku. Był sygnatariuszem unii piotrkowsko-mielnickiej 1501 roku. Podpisał w 1501 roku elekcję Aleksandra Jagiellończyka.